# Monastère du Pantocrator
Le monastère du Pantocrator (en grec moderne : Μονή Παντοκράτορος) est un des vingt monastères orthodoxes de la communauté monastique du mont Athos, dont il occupe la 7e place dans le classement hiérarchique.
Il est situé au centre-est de la péninsule, et est dédié à la Transfiguration du Sauveur, fête votive le 6 août (19 août).
En 1990, il comptait ? moines.

## Histoire
Le monastère du Mont-Athos est fondé sous le règne de Jean V Paléologue, vers 1363, par deux frères, Jean et Alexis, dignitaires byzantins.
Vers 1748, le moine rassophore Platon (saint Païssy Velitchkovsky, 15 novembre) s'installe à proximité du monastère et mène quelque temps une vie solitaire. C'est une des périodes les plus difficiles de sa vie où l'ascète doit se résigner à ne pas trouver de père spirituel.

## Patrimoine artistique
On peut voir dans le psautier Pantokrator (Mont Athos, ms. Pantokrator 61), plusieurs représentations de la Crucifixion. Au Folio 19r, pour l'illustration du psaume 21, le Christ est peint en croix, les yeux ouverts et recouvert d'un colobium, tandis qu'au Folio 98r, à côté du psaume 73, il a encore les yeux ouverts, mais il est habillé seulement d'un pagne.